# Maison Macé
Pour les articles homonymes, voir Macé.
La maison Macé, également appelée villa Macé ou villa Bulle de Bois, est une maison remarquable de l'île de La Réunion, département et région d'outre-mer français dans le sud-ouest de l'océan Indien. Située dans le centre-ville de Saint-Denis au numéro 40 de la rue Pasteur, elle est inscrite à l'inventaire supplémentaire des Monuments historiques, depuis le 2 avril 1993,.